# 박지규
박지규(朴智圭, 1991년 10월 12일 ~ )는 전 KBO 리그 LG 트윈스의 내야수이자, 현 세광고등학교 야구부의 코치이다.

## 선수 시절

### LG 트윈스시절
2015년에 입단하였다. 2015년 4월 28일 삼성전에서 스트라이크 아웃 낫아웃으로 2루까지 진루하며 팀의 역전 승을 이끌었다.
2015년 5월 10일 kt전에서 김사율을 상대로 역전 싹쓸이 3루타를 쳐 내며 팀의 역전 승을 이끌었다.
2015년 시즌 후 상무 야구단에 지원해 합격했다.

### 상무 야구단시절
2015년에 입단하였다. 2017년 9월 20일에 제대하였다.

### LG 트윈스복귀
2017년에 복귀하였다. 2018년 8월 15일 KIA전에서 임창용을 상대로 데뷔 첫 홈런을 기록했다.

## 야구선수 은퇴 후
2021년부터 상무 야구단의 수비코치로 활동했다.

## 출신 학교
- 공주중동초등학교
- 경복중학교
- 대구상원고등학교
- 성균관대학교

## 통산 기록
| 연도 | 팀명  | 타율  | 경기 | 타수 | 득점 | 안타 | 2루타 | 3루타 | 홈런 | 루타 | 타점 | 도루 | 도실 | 볼넷 | 사구 | 삼진 | 병살 | 실책 |
| ---- | ----- | ----- | ---- | ---- | ---- | ---- | ----- | ----- | ---- | ---- | ---- | ---- | ---- | ---- | ---- | ---- | ---- | ---- |
| 2015 | LG    | 0.205 | 102  | 171  | 22   | 35   | 8     | 1     | 0    | 45   | 12   | 5    | 3    | 10   | 3    | 49   | 1    | 2    |
| 2018 | LG    | 0.170 | 26   | 47   | 6    | 8    | 2     | 0     | 1    | 13   | 5    | 2    | 0    | 3    | 0    | 17   | 2    | 2    |
| 2019 | LG    | 0.091 | 10   | 11   | 2    | 1    | 0     | 0     | 0    | 1    | 1    | 0    | 0    | 4    | 2    | 7    | 0    | 1    |
| 2020 | LG    | -     | 4    | 0    | 0    | 0    | 0     | 0     | 0    | 0    | 0    | 0    | 0    | 0    | 0    | 0    | 0    | 0    |
| 통산 | 4시즌 | 0.192 | 142  | 229  | 30   | 44   | 10    | 1     | 1    | 59   | 18   | 7    | 3    | 17   | 5    | 73   | 3    | 5    |